# مطار سردار فالابهبهاي باتل الدولي
مطار سردار فالابهبهاي باتل الدولي أو مطار أحمد آباد الدولي (إياتا: AMD، إيكاو: VAAH) هو مطار دولي يخدم مدينة أحمد آباد في الهند. سمي على اسم سردار فالابهبهاي باتيل، النائب الأول لرئيس وزراء الهند. المطار هو أكثر المطارات ازدحامًا وأكبرها في ولاية كجرات، وهو سابع أكثر المطارات ازدحامًا في الهند.

## شركات الطيران والوجهات

### الركاب
| شركـات طيـران             | الوجهات |
| ------------------------- | --- |
| العربية للطيران           | مطار أبو ظبي الدولي، مطار الشارقة الدولي |
| طيران الهند               | مطار أنديرا غاندي الدولي، مطار غاتويك، مطار تشاتراباتي شيفاجي الدولي، مطار بوني الدولي |
| Akasa Air                 | مطار كيمبيغودا الدولي، مطار أنديرا غاندي الدولي، Goa–Mopa، مطار راجيف غاندي الدولي، مطار كوتشين، مطار تشودري تشاران سينغ، مطار تشاتراباتي شيفاجي الدولي، مطار بوني الدولي |
| Alliance Air ‏             | مطار أنديرا غاندي الدولي، مطار جودبور ‏، Udaipur |
| طيران الإمارات            | مطار دبي الدولي |
| الاتحاد للطيران           | مطار أبو ظبي الدولي |
| فلاي بغداد                | مطار النجف الدولي |
| فلاي دبي                  | مطار دبي الدولي |
| خطوط إنديقو               | Abu dhabi–International، مطار أغرة ‏، Amritsar، مطار باجدوجرا، مطار كيمبيغودا الدولي، Bhopal، Bhubaneswar، Chandigarh، مطار تشيناي الدولي، مطار دهرادون ‏، مطار أنديرا غاندي الدولي، مطار دبي الدولي، مطار غوا الدولي، Goa–Mopa، مطار راجيف غاندي الدولي، Indore، مطار جايبور الدولي، مطار جامو ‏، مطار الملك عبد العزيز الدولي (تبدأ في 11 أغسطس 2023)، مطار جودبور ‏، مطار كوتشين، مطار كولهابور ‏، مطار نيتاجي سوبهاس شاندرا بوس الدولي، مطار الكويت الدولي، مطار تشودري تشاران سينغ، مطار تشاتراباتي شيفاجي الدولي، مطار د. باباساحب أمبدكار الدولي، Nashik، Patna، مطار بوني الدولي، مطار سوامي فيفي كاناندا ‏، Ranchi، Srinagar (تبدأ في 11 أغسطس 2023)، مطار تريفاندروم الدولي، مطار لال بهادور شاستري الدولي |
| الخطوط الجوية الإيرانية   | مطار الإمام الخميني الدولي |
| الخطوط الجوية العراقية    | مطار بغداد الدولي، مطار النجف الدولي |
| طيران الجزيرة             | مطار الكويت الدولي |
| الخطوط الجوية الكويتية    | مطار الكويت الدولي |
| الخطوط الجوية القطرية     | مطار حمد الدولي |
| الخطوط الجوية السنغافورية | مطار شانغي سنغافورة |
| سبايس جيت                 | Amritsar، مطار باجدوجرا، مطار كيمبيغودا الدولي، مطار أنديرا غاندي الدولي، مطار دبي الدولي، Goa–Mopa، مطار جايبور الدولي، مطار نيتاجي سوبهاس شاندرا بوس الدولي (تستأنف 6 سبتمبر 2023) |
| Star Air ‏                 | Belgaum، Bhuj |
| Thai Smile                | مطار سوفارنابومي الدولي |
| Thai VietJet Air          | موسمي: مطار سوفارنابومي الدولي |
| خطوط فيت جيت              | مطار نوي باي الدولي، مطار تان سون نهات الدولي موسمي: مطار دا نانغ الدولي |
| فيستارا                   | مطار أنديرا غاندي الدولي، مطار تشاتراباتي شيفاجي الدولي |

### الشحن
| شركـات طيـران           | الوجهات                                                   | Refs.  |
| ----------------------- | --------------------------------------------------------- | ------ |
| Blue Dart Aviation      | مطار أنديرا غاندي الدولي، مطار تشاتراباتي شيفاجي الدولي   | [ 33 ] |
| الإمارات للشحن الجوي    | مطار آل مكتوم الدولي                                      |        |
| الخطوط الجوية الإثيوبية | مطار أديس أبابا بولي الدولي                               |        |
| الخطوط الجوية القطرية   | مطار حمد الدولي                                           | [ 34 ] |
| الخطوط الجوية التركية   | مطار البحرين الدولي، مطار حمد الدولي، مطار إسطنبول الدولي |        |